# Луисбург (Западна Вирџинија)
Луисбург (енгл. Lewisburg) је град у америчкој савезној држави Западна Вирџинија и седиште округа Гринбрајер.

## Демографија
По попису из 2010. године број становника је 3.830, што је 206 (5,7%) становника више него 2000. године.
| Група             | 2000.         | 2010.         |
| Белци             | 3.273 (90,3%) | 3.421 (89,3%) |
| Афроамериканци    | 242 (6,7%)    | 205 (5,4%)    |
| Азијати           | 19 (0,5%)     | 72 (1,9%)     |
| Хиспаноамериканци | 24 (0,7%)     | 62 (1,6%)     |
| Укупно            | 3.624         | 3.830         |